# Xã Rochester, Quận Beaver, Pennsylvania
Xã Rochester (tiếng Anh: Rochester Township) là một xã thuộc quận Beaver, tiểu bang Pennsylvania, Hoa Kỳ. Năm 2010, dân số của xã này là 2.802 người.